# Nobody Can Wait Forever
Nobody Can Wait Forever is het derde studioalbum van de Nederlandse muziekgroep Alquin, na de debuut-elpee "Marks" en het tweede album "The Mountain Queen".

## Geschiedenis
Nobody Can Wait Forever bleek achteraf een sleutelalbum van de band. Alquin wilde meer de richting van de rock op en daarvoor kwam zanger Michel van Dijk, die ook een begenadigd tekstschrijver bleek. Het album sloeg na enige aarzeling goed aan bij zowel pers als publiek, maar tot echt grote hoogten steeg de band niet. Het album werd met een andere hoes in de Verenigde Staten uitgebracht, maar had daar zo weinig succes dat geplande optredens aldaar werden afgeblazen. Nobody Can Wait Forever bevat de enige enigszins succesvolle single van de band in de hoedanigheid van Wheelchair Groupie. De opnamen vonden plaats in december 1974 in de Rockfield Studio in Wales, onder leiding van producer Rodger Bain.
Michel van Dijk is afkomstig van Les Baroques, Ekseption en Brainbox. Zijn komst had te maken met het vertrek van drummer Paul Weststrate, die in militaire dienst moest. Gedurende ruim een half jaar daaraan voorafgaand, trad Alquin op in een 7-mans formatie, met Michel als leadzanger. Job Tarenskeen bereidde zich voor op het overnemen van de drums. In deze uitgebreide bezetting nam de groep het album "Nobody can wait forever" op, waarbij Paul nog de meeste nummers drumde. Kort na het uitbrengen van de elpee nam Paul afscheid en verhuisde Job definitief naar het drumstel.

## Musici
- Michel van Dijk – zang
- Ferdinand Bakker – gitaar, piano, achtergrondzang
- Ronald Ottenhoff – saxofoons, dwarsfluit
- Dick Franssen – orgel, elektrische piano, moog
- Hein Mars – basgitaar
- Paul Weststrate – slagwerk, percussie
- Job Tarenskeen – percussie, altsaxofoon, zang, drums 3 en 7

## Tracklist
| Nr. | Titel | Duur |
| --- | --- | ---- |
| 1.  | New Guinea Sunrise (Bakker, Mars, Franssen, Ottenhoff: Sunrise; Bakker, Tarenskeen: Wake Me Up)                     | 6:34 |
| 2.  | Mr Widow (Mars, Franssen, Ottenhoff)                                                                                | 3:30 |
| 3.  | Stranger (Bakker, Van Dijk: Stranger; Bakker, Mars, Franssen, Ottenhoff: You Might as Well Fall)                    | 6:38 |
| 4.  | Darling Superstar (Bakker, Van Dijk)                                                                                | 7:57 |
| 5.  | Farewell, Miss Barcelona (Bakker, Tarenskeen)                                                                       | 2:56 |
| 6.  | Wheelchair Groupie (Bakker, Tarenskeen)                                                                             | 3:10 |
| 7.  | Revolution’s Eve (Bakker:Mars, Franssen, Ottenhoff: Revolution’s theme Bakker, Tarenskeen: Nobody Can Wait Forever) | 7:25 |

Nobody Can Wait Forever is tot 2010 alleen samen met Best Kept Secret op compact disc verschenen, al dan niet vergezeld met On Tour.

## Hitnotering

### NederlandseAlbum Top 100
| Hitnotering: 01-03-1975 t/m 24-05-1975 | Hitnotering: 01-03-1975 t/m 24-05-1975 | Hitnotering: 01-03-1975 t/m 24-05-1975 | Hitnotering: 01-03-1975 t/m 24-05-1975 | Hitnotering: 01-03-1975 t/m 24-05-1975 | Hitnotering: 01-03-1975 t/m 24-05-1975 | Hitnotering: 01-03-1975 t/m 24-05-1975 | Hitnotering: 01-03-1975 t/m 24-05-1975 | Hitnotering: 01-03-1975 t/m 24-05-1975 | Hitnotering: 01-03-1975 t/m 24-05-1975 | Hitnotering: 01-03-1975 t/m 24-05-1975 | Hitnotering: 01-03-1975 t/m 24-05-1975 | Hitnotering: 01-03-1975 t/m 24-05-1975 | Hitnotering: 01-03-1975 t/m 24-05-1975 | Hitnotering: 01-03-1975 t/m 24-05-1975 |
| Week                                   | 01                                     | 02                                     | 03                                     | 04                                     | 05                                     | 06                                     | 07                                     | 08                                     | 09                                     | 10                                     | 11                                     | 12                                     | 13                                     |                                        |
| -------------------------------------- | -------------------------------------- | -------------------------------------- | -------------------------------------- | -------------------------------------- | -------------------------------------- | -------------------------------------- | -------------------------------------- | -------------------------------------- | -------------------------------------- | -------------------------------------- | -------------------------------------- | -------------------------------------- | -------------------------------------- | -------------------------------------- |
| Nummer                                 | 50                                     | 17                                     | 22                                     | 17                                     | 20                                     | 25                                     | 29                                     | 35                                     | 35                                     | 36                                     | 35                                     | 47                                     | 43                                     | uit                                    |